# Parc national marin Ballena
Le parc national marin Ballena (espagnol : Parque nacional marino Ballena) se situe dans la province de Puntarenas, sur la côte pacifique du Costa Rica.
Ce parc national a une superficie de 110 hectares terrestres et 5375 hectares maritimes. Il fut créé par le décret No. 19441-MIRENEM (Ministerio de Recursos Naturales, Energía y Minas), du 14 décembre 1989.
Le parc est connu pour recevoir la visite des Baleines à bosse au cours de leurs migrations pour la reproduction depuis les mers froides de l'hémisphère nord vers le Costa Rica entre décembre et avril et vice versa, depuis les mers froides de l'hémisphère sud vers le Costa Rica de juillet à novembre.
La majeure partie du parc se situe donc dans le domaine maritime, mais son aire protégée contient une série de belles plages, comme : Playa Ballena, Playa Bahía Uvita et Playa Piñuelas.
L'attraction terrestre la plus courue est le Tombolo, constitué entre la côte et un ilot rocheux recouvert en grande partie à marée haute, mais qui s'avère un bon endroit pour le snorkelling à marée basse. Les rochers donnant la limpidité nécessaire pour l'observation des poissons.

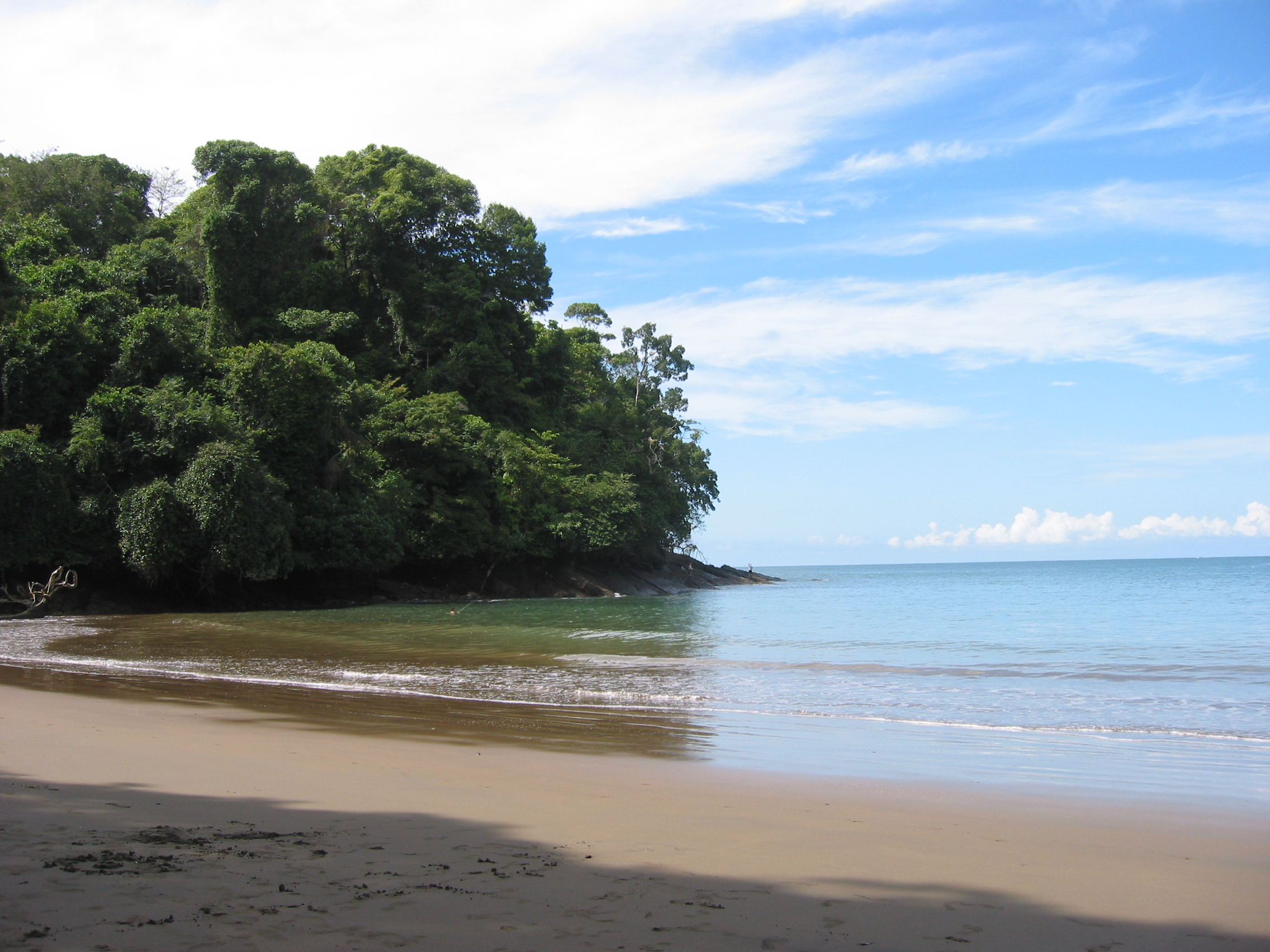
Plage Piñuelas
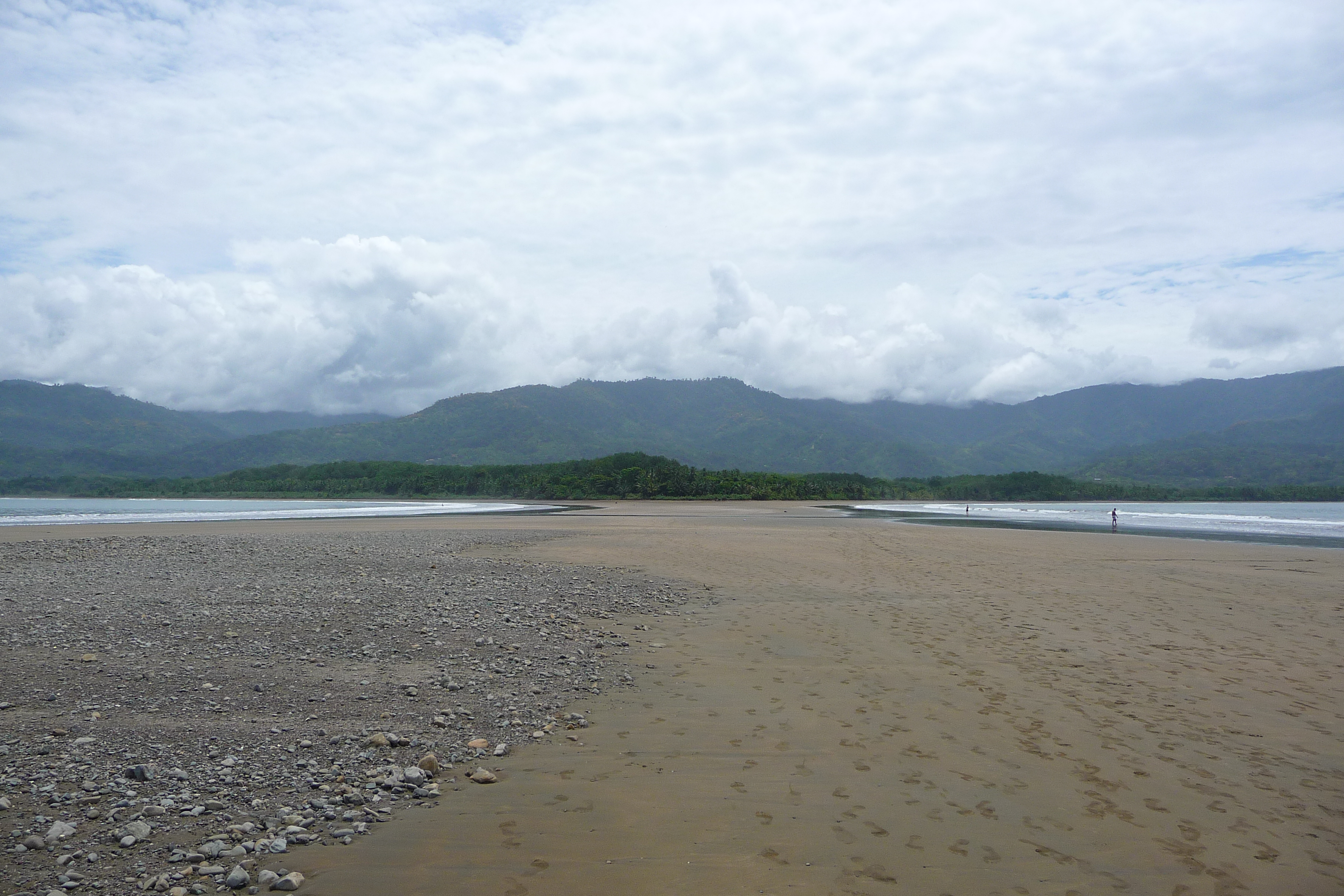
Tombolo côté mer
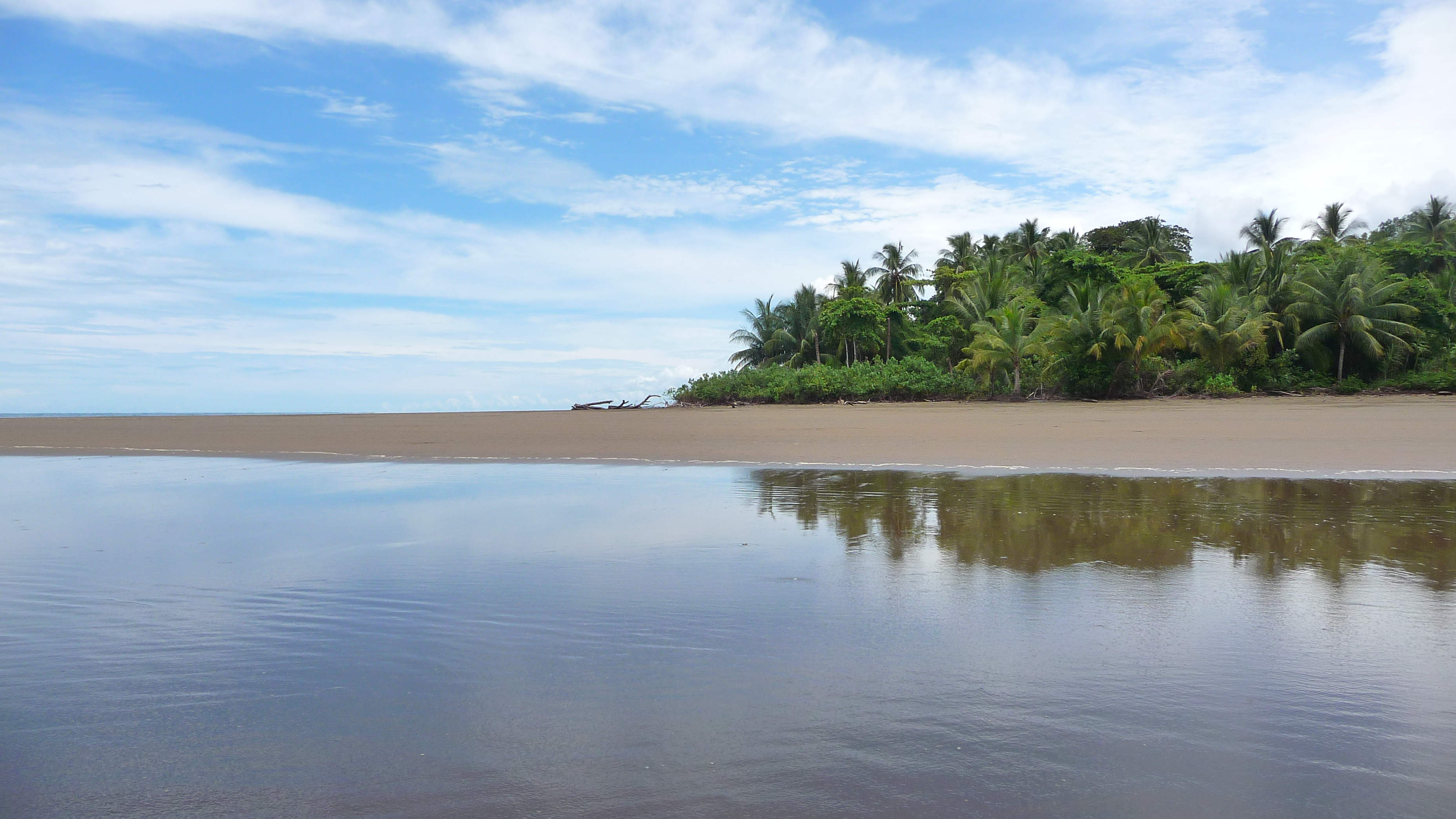
Tombolo côté terre